# Why Him?
Why Him? (bra: Tinha Que Ser Ele?; prt: Porquê Ele?) é um filme estadunidense de 2016, do gênero comédia romântica, dirigido por John Hamburg, co-roteirizado por Ian Helfer, e estrelado por James Franco e Bryan Cranston com Zoey Deutch, Megan Mullally, Griffin Gluck e Keegan-Michael Key em papéis coadjuvantes.

## Sinopse
O filme conta a história de um pai que leva sua família para visitar sua filha no dia de Natal, no entanto, tem um conflito com o namorado rico.

## Elenco
- James Franco como Laird Mayhew, o namorado de Stephanie.
- Zoey Deutch como Stephanie Fleming, a namorada de Laird e a filha de Ned.
- Bryan Cranston como Ned Fleming, o pai de Stephanie.
- Megan Mullally como Barb Fleming, a esposa de Ned e a mãe de Stephanie.
- Griffin Gluck como Scotty Fleming, o irmão mais novo de Stephanie.
- Kaley Cuoco como Justine (voz).
- Cedric the Entertainer como Lou Dunne.
- Keegan-Michael Key como Gustav.
- Zack Pearlman
- Steve Aoki
- Casey Wilson
- Andrew Rannells
- Adam DeVine
- Paul Stanley como ele mesmo.
- Gene Simmons como ele mesmo.

## Lançamento
Why Him? foi lançado nos Estados Unidos em 23 de dezembro de 2016, pela 20th Century Fox. Estava originalmente programado para ser lançado em 11 de novembro de 2016.

### Bilheteria
Why Him? arrecadou US$ 60,3 milhões nos Estados Unidos e Canadá e US$ 57,8 milhões em outros territórios, totalizando US$ 118,1 milhões em todo o mundo, contra um orçamento de produção de US$ 52 milhões.

### Resposta da crítica
No site agregador de críticas Rotten Tomatoes, 39% das 156 resenhas dos críticos são positivas, com uma classificação média de 5/10. O consenso do site diz: "Elenco solidamente, mas no geral mal concebido, Why Him? oferece uma risada estranha, mas no final das contas acrescenta pouco à sua fórmula cansada de pai x noivo." O Metacritic, que usa uma média ponderada, atribuiu ao filme uma pontuação de 39 em 100, baseado em 30 críticos, indicando críticas "geralmente desfavoráveis". O público entrevistado pelo CinemaScore deu ao filme uma nota média de "B+" em uma escala de A+ a F.